# Medalla de la Guerra del Gran Est Asiàtic
La Medalla de la Guerra del Gran Est Asiàtic és una medalla de campanya de l'Imperi Japonès, promulgada per l'Edicte Imperial 417 del 21 de juny de 1944, i es tracta d'una medalla commemorativa de la intervenció del Japó a la Segona Guerra Mundial (allà coneguda com la "Guerra del Gran Est Asiàtic".

## Disseny
Medalla circular de 30mm amb el Crisantem al centre, amb dues espases creuades sobre una estrella de 8 puntes. Es suspèn del galó amb una barra amb la inscripció "Medalla de Guerra". Al revers apareix la inscripció "Guerra del Gran Est Asiàtic" al centre d'un camp japonès.
La barra, a diferència de les altres medalles, és a part del suspensor i passa pel damunt del galó, amb els 4 caràcters habituals per "medalla de guerra", escrit d'esquerra a dreta (i no de dreta a esquerra, com a les medalles anteriors).
Es suspèn d'un galó de seda de 36mm verd oliva, amb una franja de 3mm en blau fosc, una de 3mm en blau cel i una 3mm en verd per la Marina, la Força Aèria i l'Exèrcit.